# Безымянка (станция метро)
«Безымя́нка» — станция Самарского метрополитена. Расположена на 1-й линии между станциями «Кировская» и «Победа».
Станция расположена на улице Победы, на перекрёстке с улицей Ново-Вокзальной.

## История

### Строительство
В 1981 году началась проходка первого тоннеля. В марте 1982 года была закончена проходка тоннеля «Безымянка» — «Кировская». В 1985 году станция была готова к отделке.

### Пуск
Станция открылась 26 декабря 1987 года в составе первого пускового участка Куйбышевского метрополитена «Юнгородок» — «Победа».

## Вестибюли и пересадки
Вестибюли оборудованы лестницами, выход на улицу осуществляется через подземные переходы.

## Техническая характеристика
Конструкция станции — трёхпролётная колонная мелкого заложения (глубина заложения ~8 метров).

## Привязка общественного транспорта

### Автобус
| №  | Пересадки                                          | Конечный пункт 1         | Следует по улицам | Конечный пункт 2  |
| -- | -------------------------------------------------- | ------------------------ | --- | ----------------- |
| 27 |                                                    | Безымянский рынок        | ул. Воронежская — ул. Победы — ул. Земеца — Днепровский проезд — Зубчаниновское ш. — Конный проезд — ул. Литвинова — ул. Магистральная — Зубчаниновское ш. — Магистральная улица — ул. А. Невского — ул. Транзитная                                                                                               | Улица Транзитная  |
| 34 | Московская Гагаринская Спортивная Советская Победа | Площадь Революции        | ул. Фрунзе — ул. Красноармейская — ул. Арцыбушевская — ул. Полевая — ул. Мичурина — Московское ш. — ул. Гагарина — ул. Победы — пр. Кирова — пр. Металлургов | Завод «Металлург» |
| 41 | Московская Гагаринская Спортивная Советская Победа | Улица Ленинградская      | ул. Галактионовская — ул. Некрасовская — ул. Самарская — ул. Полевая — ул. Мичурина — Московское ш. — ул. Киевская — ул. Гагарина — ул. Победы — пр. Кирова — ул. Стара Загора — пр. Маркса | 15-й А микрорайон |
| 55 | Победа                                             | Завод «Экран»            | ул. XXII Партсъезда — Московское ш. — ул. Ново-Вокзальная — ул. Победы — ул. XXII Партсъезда — Заводское ш. — пр. Кирова | 9-й микрорайон    |
| 75 | Победа                                             | Улица Красных Коммунаров | ул. XXII Партсъезда — ул. Победы — ул. Земеца — Днепровский проезд — Зубчаниновское ш. — Конный проезд — ул. Литвинова — ул. Магистральная — Зубчаниновское ш. — Аэропортовское ш. — автодорога 36Н-267 «Самара — Бугуруслан» — аэропорт «Смышляевка» — ж/д переезд «1118 км» — дорога к аэропорту «Смышляевский» | Аэропорт-2        |

### Троллейбус
| № | Пересадки | Конечный пункт 1       | Следует по улицам                                                                     | Конечный пункт 2  |
| - | --------- | ---------------------- | ------------------------------------------------------------------------------------- | ----------------- |
| 7 | Победа    | Троллейбусное депо № 2 | ул. Победы — ул. Калинина (обратно: ул. Воронежская) — ул. Вольская — пр. Металлургов | Завод «Металлург» |
| 9 | Победа    | Троллейбусное депо № 2 | ул. Победы — ул. Калинина (обратно: ул. Воронежская) — ул. Вольская — пр. Кирова      | Барбошина поляна  |

- Маршрутное такси:
  - № 89 «НФС — ТЦ „МегаСтрой“»
  - № 124 «Рынок „Норд“ — Смышляевка»
  - № 126с «Ж/Д вокзал — Ж/Д переезд»
  - № 126ю «ПМС — Поликлиника»
  - № 131 «Ж/Д вокзал — Нижняя Алексеевка»
  - № 226 «Хлебная пл. — Ул. Солнечная»
  - № 253 «Рынок „Норд“ — к/т „Луч“»
  - № 272 «станция метро „Безымянка“ — Санаторий „Волга“»
  - № 305д «пос. Петра Дубрава — 6-й причал»
  - № 347 «6-й причал — Завод „Экран“»
  - № 368 «пос. Петра Дубрава — Станция метро „Победа“»
  - № 417 «Смышляевка — Ул. Транзитная — Дом молодёжи»
  - № 474 «станция метро „Победа“ — Алексеевка»
  - № 480 «Ж/Д вокзал — мкр. Крутые ключи»

## Архитектура и оформление
Общая гамма оформления чёрно-белая: белые мраморные полы и боковые стены, чёрные гранитные пилоны в два ряда по краям платформы. На путевых стенах изображены выполненные мраморной мозаикой картины жизни и работы авиационных заводов во время Великой Отечественной войны.
Алексей Григорьевич Моргун, на момент проектирования главный архитектор города, распределял задания на проектирование интерьеров всех станций самарского метро и станцию «Безымянку» оставил себе и конструировать решил лично. Это произошло потому, что в годы Великой Отечественной войны его, 16-летним, в посёлок Безымянка занесла волна эвакуации и он начал работать клепальщиком на авиационном заводе. Название посёлку дала маленькая железнодорожная станция, вокруг которой посёлок и вырос. Из прошлого возникла идея оформления станции: образ «Безымянки» должен был вызывать в памяти чёрно-белые образы сурового времени сорок первого и сорок второго.

## Схема станции
| 1 путь    | → ← к станции «Победа»    |
| платформа |                           |
| 2 путь    | → к станции «Кировская» → |

## Фотографии
- Платформа станции
- Поезд прибывает на станцию
- Вид в сторону выхода
- Один из вестибюлей станции
- Вид на подуличный переход станции
- Вход в подуличный переход
- Станционный путь